# Alysiinae
Alysiinae (лат.) — подсемейство паразитоидных наездников Braconidae надсемейства Ichneumonoidea подотряда стебельчатобрюхие отряда перепончатокрылые. Около 2000 видов.

## Признаки
Жвалы 3—4-зубые, никогда не соприкасаются вершинами, часто бывают разведены в сторону, их вершины направлены наружу от их продольной оси (жвалы наружу — уникальный признак не только для браконид, но и для многих насекомых в целом).

## Биология
Большинство видов — паразитоиды Diptera. Отмечена специализация триб:
Alysiini паразитируют на Diptera-Cyclorrhapha, а представители Dacnusini почти эксклюзивно заражают минёров листьев из семейств Agromyzidae, Ephydridae и Chloropidae.

## Генетика
Гаплоидный набор хромосом n = 16—17.

## Классификация
Одно из крупнейших подсемейств браконид. Известно более 100 родов и около 2000 видов в двух крупных и полиморфных трибах Alysiini и Dacnusini.
На Ближнем Востоке 213 видов (32 рода), в Иране — 171 вид.
- Триба Alysiini
  - Anisocyrta Foerster, 1862
  - Aspilota Foerster, 1862
  - Chasmodon Haliday, 1838
  - Dapsilarthra Foerster, 1862
  - Orthostigma Ratzeburg, 1844
  - Trisynaldis Fischer, 1958
- Триба Dacnusini[4]
  - Amyras Nixon, 1943
  - Chaenusa Haliday, 1839
  - Chorebus Haliday, 1833
  - Coelinius  Nees von Esenbeck, 1818
  - Coloneura  Foerster, 1862
  - Dacnusa Haliday, 1833 (D. groenlandica)
  - Epimicta  Foerster, 1862
  - Exotela Foerster, 1862
  - Laotris  Nixon, 1943
  - Polemochartus  Schulz, 1911
  - Synelix  Foerster, 1862
- Другие роды
  - Agonia Foerster, 1862
  - Alloea Haliday 1833
  - Alysia Latreille, 1804
  - Angelovia Zaykov, 1980
  - Aphaereta Foerster, 1862 (40 видов)
    - Aphaereta basirufa, Aphaereta elongata, Aphaereta hararensis, Aphaereta mosselensis, Aphaereta sarcophagensis

  - Aphanta Foerster, 1862
  - Apronopa van Achterberg, 1980
  - Aristelix Nixon, 1943
  - Asobara Foerster, 1862 
  - Asyntactus Marshall, 1896 
  - Bobekia Niezabitowski, 1910
  - Carinthilota Fischer, 1975
  - Coelinidea Viereck, 1913
  - Coloneurella  van Achterberg, 1976
  - Cratospila  Foerster, 1862
  - Dinotrema Foerster, 1862
    - Dinotrema cavernicola

  - Eucoelinidea Tobias, 1971
  - Eudinostigma Tobias, 1986
  - Euphaenocarpa  Tobias, 1975
  - Grammospila  Foerster, 1862
  - Grandia  Goidanich, 1936
  - Heterolexis  Foerster, 1862
  - Idiasta  Foerster, 1862
  - Idiolexis  Foerster, 1862
  - Leptotrema  van Achterberg, 1988
  - Lodbrokia  Hedqvist, 1962
  - Mesocrina  Foerster, 1862
  - Panerema  Foerster, 1862
  - Pentapleura  Foerster, 1862
  - Phaenocarpa  Förster, 1862
  - Phasmalysia  Tobias, 1971
  - Protochorebus Perepetchayenko, 1997
  - Protodacnusa  Griffiths, 1964
  - Pseudopezomachus Mantero, 1905
  - Pterusa Fischer, 1958
  - Regetus Papp, 1999
  - Sarops Nixon, 1942
  - Symphanes Foerster, 1862
  - Synaldis Foerster, 1862
  - Syncrasis Foerster, 1862
  - Tanycarpa Foerster, 1862
  - Tates Nixon, 1943
  - Terebrebus Tobias, 1999
  - Trachionus Haliday, 1833
  - Trachyusa Ruthe, 1894